# Neopiophila uralica
Neopiophila uralica är en tvåvingeart som beskrevs av Ozerov 2002. Neopiophila uralica ingår i släktet Neopiophila och familjen ostflugor. Inga underarter finns listade i Catalogue of Life.